# 7月5日の海戦 (1942年)
7月5日の海戦は、第二次世界大戦中の1942年（昭和17年）7月5日（連合軍記録、7月4日）、太平洋戦争のアメリカ本土戦線において、アリューシャン列島のキスカ島沖で発生した小規模な海戦である。

## 概要
7月5日の海戦は、太平洋戦争（大東亜戦争）中の1942年（昭和17年）7月5日に発生した、アメリカ海軍の潜水艦による奇襲攻撃。
特殊潜航艇甲標的と水上戦闘機および海軍陸戦隊を輸送するため、水上機母艦「千代田」と輸送船「あるぜんちな丸」は第18駆逐隊の駆逐艦3隻に護衛されて日本列島本州の横須賀からアリューシャン列島のキスカ島に進出した。
7月5日、キスカ湾沖合に停泊していた第18駆逐隊を、アメリカ海軍のガトー級潜水艦が奇襲した。
ギルモア艦長が指揮するグロウラーは、魚雷攻撃により駆逐艦「霰」を撃沈し、「不知火」と「霞」を撃破した。船体切断に追い込まれた「不知火」と「霞」は、舞鶴海軍工廠で1年以上におよぶ修理をおこなった。本記事では、日本軍のアリューシャン列島防備強化の経緯と、損傷艦の内地帰投についても記述する。

## 経過

### アリューシャン西部の長期確保指示
1942年（昭和17年）5月5日、大本営は大海令第18号と大海指第94号によりミッドウェー島とアリューシャン列島西部要地攻略を命じた（MI作戦とAL作戦）。陸海軍中央協定が結ばれ、AL作戦成功後のアッツ島は日本陸軍が、キスカ島は日本海軍が、それぞれ防備を担当することになった（アリューシャン方面の戦い）。
第四航空戦隊（空母龍驤、隼鷹）を基幹とする第二機動部隊はアリューシャン方面に進出し、6月4日、ウナラスカ島のダッチハーバーを空襲した。だがミッドウェー攻略にむかった南雲機動部隊はアメリカ軍の邀撃により大敗する。主力空母4隻と重巡1隻を喪失、作戦中止に至った。
北方部隊（指揮官細萱戊子郎第五艦隊司令長官）はミッドウェー作戦の戦況を見て幾度か命令を変更したあと、最終的にＡＬ作戦（アダック島上陸中止、アッツ島とキスカ島攻略）の続行に決した。

連合艦隊もミッドウェー作戦部隊から第三戦隊、第五戦隊、第八戦隊、軽空母「瑞鳳」などを北方部隊に編入する。内地で待機していた正規空母「瑞鶴」なども、北方部隊に増強された。北方部隊（第五艦隊）と増援艦艇は米軍機動部隊出現に備えてアリューシャン方面で行動したが、連合軍は出現せず空振りに終わった。
6月7日から8日にかけて、第七師団より抽出された北海支隊はアリューシャン列島のアッツ島を、舞鶴鎮守府第三特別陸戦隊はキスカ島を、それぞれ占領した。日本軍はアッツ島を熱田島、キスカ島を鳴神島と改名したが、本記事では引き続きアッツ島、キスカ島と表記する。
当時の防備計画では、キスカの地上兵力は海軍陸戦隊・12cm平射砲4・7cm野戦高角砲4門・13mm機銃単装4・探照灯2、キスカ海面防備として特殊潜航艇4基（千代田にて輸送予定）・陸上固定の四連装魚雷発射管1（後日、魚雷艇に変更されるが未進出）・第13駆潜隊（駆潜艇3隻）、東港海軍航空隊の飛行艇6機という貧弱なものであった。6月9日にキスカ進出を果たした飛行艇6機は、偵察や哨戒とともに米軍前進基地の攻撃を実施したが、大きな戦果はなかった。
6月11日、連合艦隊はミッドウェー島に配備予定の第二聯合特別陸戦隊・設営隊の一部をアリューシャンに配備変更し、さらに特殊潜航艇も6基に増やした。大本営は水上戦闘機6機の派遣を決定した。
一方、連合軍はキスカ島気象観測室からの連絡途絶により、飛行艇母艦ギリスをアトカ島に派遣した。PBYカタリナ飛行艇はキスカ島湾内に艦船複数隻を、アッツ島に幕舎を発見した。アメリカ本土の一部が占領されたことに、米国民の世論に若干の動揺があった。
まずアメリカ陸軍のB-24型重爆がウムナック島より発進し、キスカ島への空襲を開始する。6月12日には駆逐艦「響」が空襲を受けて損傷した。
6月19日、キスカでタンカー「日産丸」が空襲を受けて沈没、「球磨川丸」も小破した。連合軍爆撃機の空襲に対して日本側は打つ手がなく（さらに投棄燃料を毒ガスと誤認）、水上機部隊は零式水上観測機少数を残してアガッツ島のマクドナルド湾へ避退した。白山丸と球磨川丸も荷揚げを中止し、大湊に向かった。
6月17日発令の北方部隊軍隊区分によるキスカ方面所在部隊は、ＡＯＢ（キスカ島）防備部隊（第13駆潜隊、駆逐艦帆風、まがね丸、白山丸、球磨川丸、舞三特）、協力部隊（第21駆逐隊〈若葉、初春、初霜〉）、水上機部隊（母艦〈神川丸、君川丸〉、駆逐艦〈汐風〉）、基地航空部隊（東港空支隊、第二日の丸）という戦力であった。キスカ島の陸上防備は舞鶴鎮守府第三特別陸戦隊が担当していた。
6月23日、大本営陸海軍部は大陸命第647号と大海指第106号により北方部隊（第五艦隊）によるキスカとアッツの長期確保を指示した。7月1日、第13駆潜隊と第五警備隊（舞三特より改編）の第五艦隊編入にともない、北方部隊指揮官（第五艦隊司令長官）はＡＯ（アリューシャン）防備部隊を編成した。ＡＯ防備部隊（指揮官佐藤俊美第五警備隊司令）は、第五警備隊・第13駆潜隊・特設監視艇1隻・基地航空部隊（東港空支隊）という貧弱な戦力であった。

### 輸送部隊のキスカ進出と被害
連合艦隊および北方部隊は兵力増強のため、千代田艦長原田覚大佐を指揮官とする輸送部隊を編成した。輸送部隊は、母艦（千代田）、輸送船（あるぜんちな丸、鹿野丸、菊川丸）、第18駆逐隊（不知火、霞、陽炎、霰）で編成されていた。輸送部隊は、ミッドウェー作戦中止により浮いた第二聯合特別陸戦隊・第11・第12設営隊、および各種兵器・資材・水上戦闘機6機・特殊潜航艇甲標的6基（乙坂昇一中尉以下隊員約70名）の輸送を命じられた。
6月28日、第18駆逐隊（不知火、霞、霰）は水上機母艦（甲標的母艦）千代田と輸送船あるぜんちな丸（12,759総トン。後日、空母海鷹として就役）を護衛して横須賀を出発、キスカ島に向かった。
当時の東京湾ではアメリカのナーワル級潜水艦ノーチラス (USS Nautilus, SS-168) が活動しており、ノーチラスは6月25日に駆逐艦「山風」（第24駆逐隊）を撃沈した。続いて、横須賀を出発したばかりの千代田輸送隊を発見し、「千代田」に雷撃を敢行したが命中しなかった。「陽炎」は横須賀を出発し、横須賀鎮守部所属艦艇（敷設艇浮島、駆潜艇、掃海艇など）と協同で潜水艦掃蕩を実施する。ノーチラスは爆雷攻撃を受けて損傷、ハワイに帰投した。その後、横須賀に戻った「陽炎」は7月3日に輸送船「鹿野丸」を護衛して同地を出発、キスカ島に向かう予定であった。だが積載の遅れにより輸送船を「菊川丸」に変更した。7月9日、「陽炎」は輸送船を伴って横須賀を出発、キスカ島へ向かった。
一方、千代田艦長指揮下の輸送部隊は7月4日夕刻にキスカ島へ到着、キスカ港外で仮泊した。7月5日早朝、「千代田」と「あるぜんちな丸」は、キスカ湾に入港した。「千代田」が輸送してきた二式水上戦闘機6機は東港空支隊に編入され、ただちに上空哨戒を開始した。
第18駆逐隊3隻は引き続きキスカ島沖で濃霧のため仮泊中、ハワード・W・ギルモア艦長が指揮するアメリカの潜水艦グロウラー (USS Growler, SS-215) の襲撃を受けた。グロウラーは先頭の駆逐艦2隻に魚雷各1本を発射、3番目の艦に対して魚雷2本を発射したという。
日本時間午前2時56分以降、グロウラーが発射した魚雷が第18駆逐隊の3隻に次々に命中する。魚雷1本が命中して大破した「霰」は主砲で反撃したが、まもなく船体が分断されて沈没した（戦死者104名）。「不知火」と「霞」も大破した。
「不知火」には魚雷1本が機関部に命中し、自力航行・曳航も不可能になる。戦死者は3名であった。
「霞」には魚雷1本が一番砲塔下部に命中して艦首が脱落寸前となり、艦各部にゆがみが生じて自力航行・曳航も不可能となる。戦死者は10名であった。負傷者は「千代田」に収容された。
また同日にはアガッツ島近海で行動中の第21駆逐隊の駆逐艦「子日」も、アメリカのタンバ―級潜水艦トライトン (USS Triton, SS-201) の雷撃で撃沈されている。わずか1日で駆逐艦2隻喪失、2隻大破という事態に、宇垣纏連合艦隊参謀長は各方面に苦言を呈することになった。第五艦隊参謀長中澤佑大佐は、第18駆逐隊の被害について以下のように語っている。
当時の第18駆逐隊司令宮坂義登大佐（兵47期）は、転錨時刻を遅らせたこと、霧のため予定位置に停泊できなかったこと、アメリカ潜水艦の活動は仮泊地には及ばないと考えていたこと、北方に対する研究が不十分であったことが大被害の要因になったと回想している。

### 帰投

#### 潜水艦の脅威
当初、アメリカ軍が北方に配備してた潜水艦は旧式のＳ型潜水艦6隻だけであった。同年8月までに北方方面に計8隻（グロウラー、トライトン、フィンバック、トリガー、グラニオン、ガトー、コーヴィナ、ハリバット）の大型潜水艦を揃えた。これらのアメリカ軍潜水艦はアッツ島やキスカ島に出動し、日本軍の脅威となった。
たとえば、アメリカのガトー級潜水艦グラニオン (USS Grunion, SS-216) がキスカ島近海で行動中の7月15日、キスカ港外を哨戒中の第13駆潜隊（駆潜艇25号、26号、27号）を発見し、魚雷攻撃で駆潜艇25号と27号を撃沈した。第13駆潜隊は春山淳司令が戦死、駆潜艇26号を残すのみになった。グラニオンは7月31日にも、キスカ港外で「鹿野丸」（国際汽船、8,572トン）を襲撃したこのグラニオンの雷撃で「鹿野丸」は航行不能に陥った（ただし、鹿野丸の反撃でグラニオンも沈没）。
潜水艦に対処する「駆潜艇」の沈没は、先の第18駆逐隊の損害と相まって、日本海軍に衝撃を与えた。危機感を覚えた北方部隊（第五艦隊）は、アメリカ軍機動部隊が出現しないこともあり、第五航空戦隊をふくめ増援部隊各艦を内地へ帰投させている。
これより前の7月10日、第一水雷戦隊司令官大森仙太郎少将を指揮官とする北方部隊護衛隊が編成され、キスカ周辺の敵潜掃討と艦船の護衛警戒を行うことになった。護衛隊各艦はキスカ湾に集結、まず第二次輸送部隊のうち「あるぜんちな丸」が「阿武隈」と「電」に護衛されてキスカを離れた。
次に「千代田」は「初春」に護衛され、7月12日にキスカを出発して内地にむかった。キスカ島に配備された甲標的は、基地設備不十分と米軍の爆撃等により、遂に作戦には使用されなかった。
キスカ島に残された「不知火」と「霞」は、前月に撃沈されたタンカーの残骸に隠れて応急修理を行った。7月17日、大本営は大海指第114号により横須賀鎮守府に対し、駆逐艦「長波」をして救難用資材人員の輸送を命じた。派遣されたのは横廠の村田章造（操船大尉）や小林勝二（造船中尉）を中心とする救難隊であり、甲標的関連でキスカ現地にいた桜井清彦（造船大尉）も作業に協力したという。
7月19日、「陽炎」は輸送船を護衛してキスカに到着した。7月20日、第18駆逐隊から除かれ、第15駆逐隊に編入された。また第18駆逐隊は第五艦隊に編入された。

#### 霞
7月28日、応急修理により曳航可能状態となった。駆逐艦「雷」（第6駆逐隊）に曳航され、「陽炎」に護衛されてキスカを出発した。曳航速力は8ノット程であったという。8月3日、幌筵島の片岡湾に到着する。霞の曳航担当艦は「雷」から「電」にかわった。「陽炎」は横須賀に帰投し、第二水雷戦隊の指揮下に戻った。8月5日、「電」は「霞」を曳航して片岡湾を出発、石狩湾に移動した。ここで霞曳航任務をタンカー「富士山丸」に引き継ぎ、「電」は主隊と合同すべく行動を開始した。10日、「富士山丸」は「霞」を曳航して石狩湾を発ち、13日に舞鶴に到着した。
8月15日、第18駆逐隊は解隊された。「霞」は第五艦隊付属となる。8月31日、「霞」と「不知火」は戦時編制から除かれる。2隻とも、特別役務駆逐艦に指定された。「霞」が戦線に復帰したのは、1943年（昭和18年）7月以降であった。

#### 不知火
「霞」がキスカを離れたあとも、「不知火」は同地に残って修理を続けた。艦体中央部で前部と後部を切断し、1番砲塔と艦橋のある前半部に浮力タンクをつけ、浮砲台にしてキスカ島に残す予定であった。ところが実際に切断したところ、前部分は転覆して沈没した。結局、全長120ｍのうち後部75ｍを曳航して帰投することになった。当初は横須賀海軍工廠での修理を予定したが、最終的に舞鶴海軍工廠での修理に決まった。
応急修理中の8月7日（日本時間8日）、ソロモン諸島ガダルカナル島ではウォッチタワー作戦にともなうガ島攻防戦が勃発（第一次ソロモン海戦）、一方でアリューシャン諸島にも米艦隊が来襲した。アメリカ海軍の重巡2隻とブルックリン級軽巡洋艦3隻を基幹とする第8.6任務群がキスカ島に来襲、艦砲射撃を敢行したが、日本軍の損害は軽微であった。
8月15日、第18駆逐隊は解隊され、「不知火」は第五艦隊付属となった。同日、「電」に曳航され、駆潜艇26号の護衛下でキスカを出発する。20日、片岡湾に到着した。同地で「電」は曳航任務を「神津丸」に引き継いだ。21日、「不知火」は曳航されて同地を出発、小樽経由で9月3日舞鶴に到着した。そして舞鶴工廠で長期の修理と整備に入った。すでに呉鎮守府予備艦となり、31日に特別役務駆逐艦に指定されていた。「不知火」が戦線に復帰したのは、1943年（昭和18年）11月以降であった。

#### 海戦時の司令・艦長らのその後
1942年（昭和17年）7月5日の時点で、第18駆逐隊は駆逐隊司令宮坂義登大佐（司令駆逐艦不知火）、不知火駆逐艦長赤澤次壽雄中佐、霞駆逐艦長戸村清中佐、陽炎駆逐艦長有本輝美智中佐、霰駆逐艦長緒方友兄中佐であった。
宮坂司令は短剣で自殺をはかったが、「千代田」に収容されて一命をとりとめた。7月14日付で宮坂大佐は第18駆逐隊司令職を解かれた（7月28日付で呉鎮守府付）。翌1943年（昭和18年）3月20日、宮坂は阿部弘毅少将（第三次ソロモン海戦時、第十一戦隊司令官）、西田正雄大佐（戦艦比叡沈没時艦長）達と共に予備役へ編入、即日召集された。
不知火駆逐艦長の赤澤中佐は、建造中の駆逐艦「涼月」の艤装員長に補職され、竣工と共に同艦初代駆逐艦長となった。1944年（昭和19年）1月10日に涼月艦長を退任したあと、3月20日付で第10駆逐隊司令に補職される。6月8日、司令駆逐艦「風雲」が米ガトー級潜水艦ヘイク (USS Hake, SS-256) に撃沈された時、赤澤も戦死した。
陽炎駆逐艦長の有本中佐は、その後も陽炎艦長としてガダルカナル島の戦いに従事した。1943年（昭和18年）5月8日、第15駆逐隊（親潮、黒潮、陽炎）が機雷によって3隻とも沈没すると、6月1日付で陽炎駆逐艦長の任を解かれた。
霞駆逐艦長の戸村中佐は8月20日付で駆逐艦「満潮」艦長に補職された。その後、駆逐艦谷風艦長や重巡洋艦摩耶副長を経て、1944年（昭和19年）2月15日からは第6駆逐隊司令となる。かつて霞を曳航した駆逐艦「電」が6月11日にアメリカ潜水艦ボーンフィッシュ (USS Bonefish, SS-223) の雷撃で撃沈された時も、第6駆逐隊司令であった。
霰駆逐艦長の緒方中佐は7月31日付で職務を解かれ、第56駆潜隊司令を経て翌年4月より軽巡洋艦「木曾」副長に補職され、キスカ島撤退作戦に参加した。同年10月18日より駆逐艦「秋月」二代目駆逐艦長等を歴任した。